# Kryterium Bertranda
Kryterium Bertranda – kryterium zbieżności szeregów liczbowych o wyrazach dodatnich.

## Kryterium
Niech dany będzie szereg liczbowy
|  |  | {\displaystyle \sum _{n=1}^{\infty }a_{n}} |  | (A) |

o wyrazach dodatnich. Niech
{\displaystyle B_{n}={\bigg (}n\cdot {\Big (}{\frac {a_{n}}{a_{n+1}}}-1{\Big )}-1{\bigg )}\cdot \ln n.}
Wówczas
- szereg (A) jest zbieżny, gdy

{\displaystyle \liminf _{n\to \infty }B_{n}>1;}
- szereg (A) jest rozbieżny, gdy

{\displaystyle \limsup _{n\to \infty }B_{n}<1}.

### Wersja graniczna kryterium
Kryterium Bertranda można spotkać również w nieco słabszej, następującej wersji. Jeżeli ciąg {\displaystyle (B_{n})} jest zbieżny do pewnego {\displaystyle B,} to
- szereg (A) jest zbieżny, gdy {\displaystyle B>1,} oraz
- szereg (A) jest rozbieżny, gdy {\displaystyle B<1.}

W przypadku, gdy {\displaystyle B=0} kryterium nie rozstrzyga.

## Dowód w oparciu o kryterium Kummera
Niech
{\displaystyle c_{n}=n\cdot \ln n\quad (n\in \mathbb {N} ).}
Ponieważ szereg
{\displaystyle \sum _{n=1}^{\infty }{\frac {1}{n\cdot \ln n}}}
jest rozbieżny (co wynika z zastosowania kryterium całkowego), kryterium Kummera się stosuje. W tym wypadku
{\displaystyle {\begin{aligned}K_{n}&=c_{n}{\frac {a_{n}}{a_{n+1}}}-c_{n+1}=n\cdot \ln n\cdot {\frac {a_{n}}{a_{n+1}}}-(n+1)\ln(n+1)\\&=n\cdot \ln n\cdot {\frac {a_{n}}{a_{n+1}}}-n\ln(n+1)-\ln(n+1)\\&=n\cdot \ln n\cdot {\frac {a_{n}}{a_{n+1}}}-n\left(\ln \left(1+{\frac {1}{n}}\right)+\ln n\right)-\left(\ln \left(1+{\frac {1}{n}}\right)+\ln n\right)\\&=n\cdot \ln n\cdot {\frac {a_{n}}{a_{n+1}}}-(n+1)\ln \left(1+{\frac {1}{n}}\right)-n\ln n-\ln n\\&=\ln n\cdot \left(n{\frac {a_{n}}{a_{n+1}}}-n-1\right)-\ln \left(1+{\frac {1}{n}}\right)^{n+1}\\&=\ln n\cdot \left(n\left({\frac {a_{n}}{a_{n+1}}}-1\right)-1\right)-\ln \left(1+{\frac {1}{n}}\right)^{n+1}\\&=B_{n}-\ln \left(1+{\frac {1}{n}}\right)^{n+1}.\end{aligned}}}
Ponieważ
{\displaystyle \lim _{n\to \infty }\ln {\Big (}1+{\tfrac {1}{n}}{\Big )}^{n+1}=1,}
teza kryterium Bertranda wynika wprost z zastosowania kryterium Kummera.